# 埃里克·阿比达尔
埃里克·阿比达尔（Éric Abidal，1979年7月11日—），是一名前法國足球運動員，司職左閘，2014年12月19日宣佈退役。曾效力豪門球會巴塞罗那。從2018年到2020年，擔任巴塞罗那的技术總監。

## 生平
艾比度雖然出生於里昂，但早年並非一開始就效力大球會里昂，而是先出身於另一支球會摩納哥，之後效力里爾，到2004年才轉投里昂。里昂自2001年起已連贏六屆法甲冠軍，其中2004-05、2005-06、2006-07年三屆，阿比达尔也參與其中。
阿比达尔早於2004年已入選國家隊出賽，2006年世界杯他上陣所有決賽週賽事，包括打入決賽的一場，惜在互射十二碼中不敵意大利。該屆世界杯阿比达尔表現出色，故及後受到各國大球會招攬，包括曼徹斯特聯和皇家馬德里。
2007年6月28日，艾比度宣佈與巴塞隆拿達成協議，以1500萬歐元轉投該支加泰隆尼亞勁旅，與球會簽約四年，年薪達二百萬歐元，將會穿上22號球衣。
2011年3月15日，巴塞隆拿宣布艾比度患有肝臟腫瘤，要休戰接受手術。艾比度令人驚訝地在手術完成後的第47日就回到球場，並以隊長身份在2011年欧冠決賽高舉獎盃，上演令人感動的一幕。2011/12年球季，32歲的艾比度全面復出，並在各項賽事總共為巴塞上陣38次，是球隊重要主力球員。事實上，艾比度並未有完全康復，而且一直要服藥。2012年3月，艾比度需要接受換肝手術，以徹底治愈病情。相信他肯定無法參加2012年的歐洲國家盃，甚至影響其職業足球生涯。
2013年5月30日，宣布離開巴塞隆拿。直至7月初，自由身重返舊會摩纳哥。
2014年7月初，他因不滿球會對好友域陀·華迪斯的待遇，憤然轉投希臘的奧林比亞高斯。
2014年12月19日宣佈退役。

## 榮譽
里昂
- 法國甲組足球聯賽 冠軍：2004-05年、2005-06年、2006-07年
- 法國超級盃 冠軍：2005年、2006年、2007年

巴塞隆拿
- 西班牙甲組足球聯賽 冠軍：2008/09年、2009/10年、2010/11年、2012/13年
- 西班牙國王杯 冠军：2008/2009年、2011/2012年
- 欧洲冠军联赛 冠军：2008/09年、2010/11年
- 西班牙超级杯 冠军：2009年、2010年、2011年
- 欧洲超级杯 冠军：2009年、2011年
- 世界冠軍球會盃 冠軍：2009年、2011年

個人
- 欧洲足联年度最佳阵容：2007年

## 外部連結
- 巴塞隆拿官方 艾比度檔案 （页面存档备份，存于）